# Raúl Marcelo Pacífico Scozzina
Raúl Marcelo Scozzina, O.F.M (San Martín Norte, Provincia de Santa Fe, 14 de agosto de 1921- Formosa, 11 de junio de 2011) fue un obispo argentino de la Iglesia católica.
Raúl Marcelo Scozzina nació en San Martín Norte, 160 kilómetros al nordeste de la ciudad de Santa Fe, Departamento San Justo, en el seno de una humilde familia de origen italiano y fue ordenado sacerdote el 23 de diciembre de 1944 por monseñor Juan Pascual Chimento e ingresó en la Orden de Frailes Menores de los franciscanos. En 1953 participa del acto por la visita del Presidente Juan Domingo Perón a Formosa. Scozzina fue designado primer obispo de Formosa el 7 de mayo de 1957. El padre Scozzina gustaba que lo llamaran Pacífico por su nombre de profesión religiosa.
Scozzina participó en 1964 de las sesiones del Concilio Vaticano Segundo.
Scozzina participó de las luchas sociales de las décadas de 1960 y 1970 en Argentina, defendiendo a las organizaciones campesinas. Scozzina fue guía espiritual de los dirigentes de la Unión de Ligas Campesinas Formoseñas (ULICAF).
El periodista Ceferino Reato que el padre Scozzina pertenecía a la agrupación Ateneo de Santa Fe, una agrupación de sacerdotes católicos progresistas de los Movimiento de Sacerdotes para el Tercer Mundo que contribuyeron con los católicos latinoamericanos. En 1969 Monseñor Scozzina envía a un grupo de sacerdotes a Ingeniero Juárez, Formosa, "a fin de llevar el mensaje de liberación traído por Cristo y reafirmado recientemente por los obispos de toda América Latina reunidos en Medellín".
En 1966 Paulo VI le otorgó la gracia de colocarle la corona pontificia a la imagen de la Virgen del Carmen.

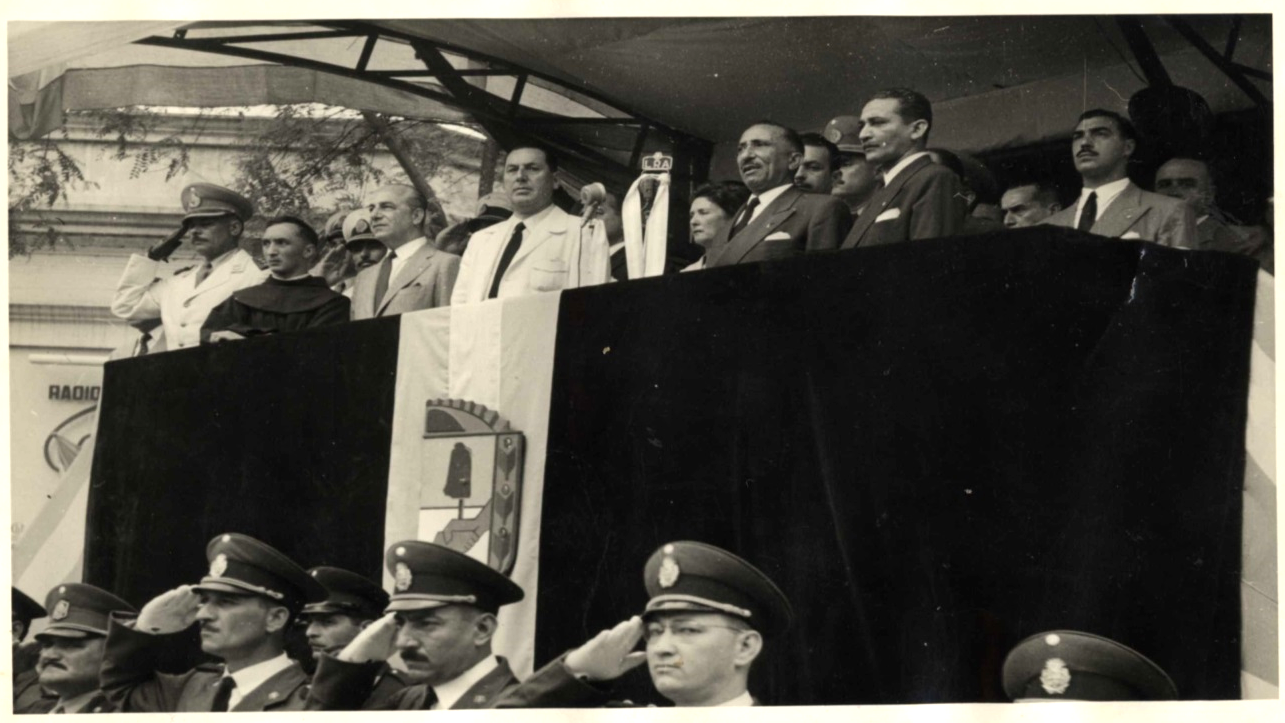
De izquierda a derecha: El sacerdote Scozzina, el ministro de relaciones exteriores Jeronimo Remorino, el presidente de la nación Juan Domingo Perón, el gobernador de Formosa Arturo Iglesias Paiz y el delegado territorial de Formosa (que gano las elecciones de 1951 junto a Ramón Mariño), Antenor Polo.

En 1973, participa del Tedeum del 25 de Mayo en Formosa, junto a los recién asumidos en sus respectivos cargos gubernamentales, Antenor Gauna y Ausberto Ortiz.
En diciembre de 1975 Scozzina ordena cerrar las iglesias de su diócesis en protesta por la detención de militantes sociales.
Scozzina renunció en 1978 por razones de salud. Sus allegados dicen que Scozzina renunció por las presiones del gobierno de la última dictadura militar, por su defensa de los derechos humanos.
El día de su fallecimiento, la Provincia de Formosa decretó tres días de duelo.
La Ley Nacional 25.885 publicada en el Boletín Oficial el 3 de mayo de 2004 designa el tramo de la Ruta Nacional 81 en la Provincia de Formosa con el nombre de Monseñor Raúl Marcelo Scozzina.
En 2009, monseñor Scozzina declaró en el juicio del exgobernador militar de Formosa, Juan Carlos Colombo, por crímenes de lesa humanidad, para luego llamar a la reconciliación entre los argentinos.
| Predecesor: Título de nueva creación | Obispo de Formosa 1957 - 1978 | Sucesor: Dante Carlos Sandrelli |